# Maria Ekerhovd
Maria Ekerhovd (* 1975 in Bergen) ist eine norwegische Filmproduzentin.

## Leben
Ekerhovd wuchs in Ekerhovd in der Gemeinde Fjell (heute Øygarden) auf und studierte Filmproduktion an der NTNU in Trondheim. Ihren ersten Erfolg konnte sie mit dem Kurzfilm Sniffer des norwegischen Regisseurs Bobbie Peers erlangen, der bei den Filmfestspielen in Cannes 2006 mit der Goldenen Palme ausgezeichnet wurde.
2011 gründete sie ihre eigene Produktionsfirma, Mer Film mit Sitz in Bergen und Tromsø. Seitdem arbeitete sie als Produzentin mit mehreren norwegischen Regisseuren wie Ole Giæver und Iram Haq zusammen und wurde unter anderem vier Mal für den Filmpreis Kanonprisen nominiert, den sie 2014 und 2017 auch gewann. Ihr bislang größter Erfolg war der Spielfilm War Sailor des Regisseurs Gunnar Vikene, der 2022 zum norwegischen Kandidaten für den Oscar für den besten fremdsprachigen Film ausgewählt wurde.

## Filmografie (Auswahl)
- 2025: Sentimental Value
- 2025: The Ugly Stepsister
- 2023: Ellos eatnu – La elva leve
- 2022: War Sailor (Originaltitel: Krigsseileren)
- 2021: Gritt
- 2021: The Innocents (Originaltitel: De uskyldige)
- 2020: Wildland (Originaltitel: Kød & Blod)
- 2019: Disco
- 2017: Hva vil folk si
- 2017: Hoggeren
- 2017: Letters
- 2017: Helle Nächte
- 2017: Fra balkongen
- 2016: Kontroll
- 2016: Crying Man
- 2015: Dirk Ohm – Illusjonisten som forsvant
- 2014: Kill Billy  (Originaltitel: Her er Harold)
- 2014: Mot naturen
- 2014: Amasone
- 2013: Jeg er din
- 2011: Et ekteskap
- 2011: Farukhs mynt
- 2009: Vegas
- 2009: Jernanger
- 2008: Krokketmatchen
- 2008: Forvarsel
- 2007: 5 grøss fra Vestlandet
- 2007: Spandexmann
- 2006: Sniffer (Kurzfilm)

## Auszeichnungen
- 2021: Koproduzentenpreis – Prix Eurimages
- 2017: Kanonprisen für Hva vil folk si
- 2015: Europa Cinemas Label (Berlinale 2015) für Mot naturen
- 2014: Kanonprisen für Mot naturen
- 2014: Amanda für den besten Kurzfilm (Amasone) (mit Marianne O. Ulrichsen und Ragna Nordhus Midtgard)
- 2013: Edith Carlmar Preis[4]
- 2011: Producer on the Move (Internationale Filmfestspiele von Cannes 2011)